# Antigua Hacienda de Peñuelas

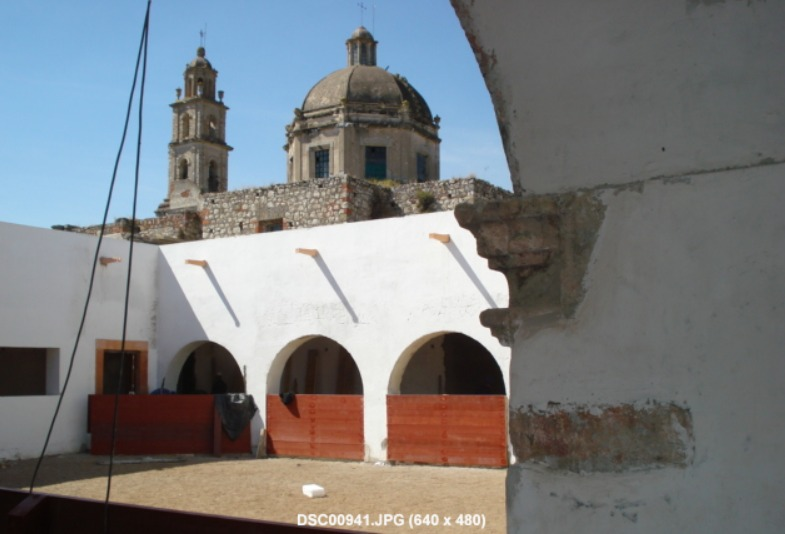
Vista de la Hacienda de Peñuelas.

La Antigua Hacienda de Peñuelas o Exhacienda de Peñuelas es un conjunto arquitectónico ubicado en el municipio de Aguascalientes, en la comunidad de Peñuelas, al sur de la capital del estado y en los límites de la ciudad. La hacienda fue declarada patrimonio cultural de la humanidad por la UNESCO en agosto del año 2010 ya que forma parte integral del Camino Real de Tierra Adentro.
La hacienda de Peñuelas es un sitio de relevancia histórica para el estado de Aguascalientes.

## Contexto Histórico
La Hacienda de Peñuelas fue el primer asentamiento de la ciudad de Aguascalientes; se comenzó en 1575 con la finalidad de abastecer de víveres a los trabajadores de las minas de los alrededores.

### Fundación

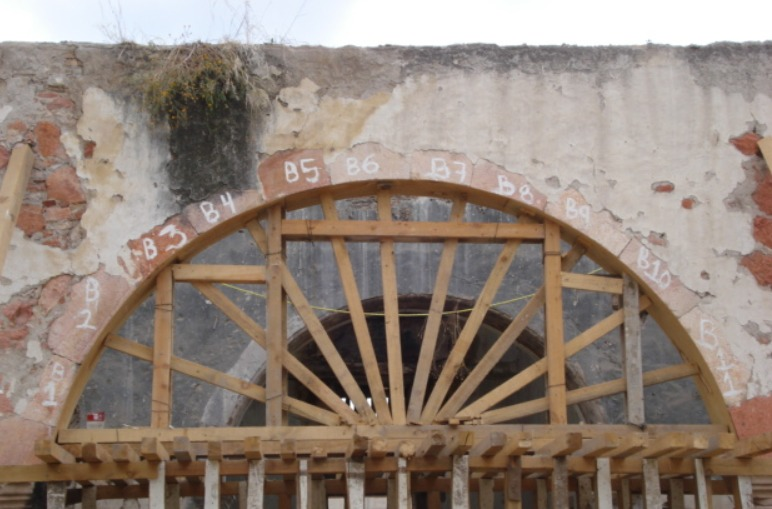

Fue fundada en 1575 por Nicolás Ramírez y sus territorios se componían de tres diferentes haciendas, San Nicolás de Peñuelas, San Isidro Labrador y San Antonio; haciendas que poco a poco, con los cambios de dueños, se fueron unificando y luego tras la muerte de uno de sus propietarios, se volvieron a separar.

### Nombre
Su nombre se debe a la existencia de peñas alrededor de la hacienda, razón por la que popularizó el nombre de “Peñuelas” y es el nombre con el que se le conoce hasta la actualidad.

### Función de la hacienda
La hacienda era principalmente una estancia de ganado productor de leche y carne, de la misma manera proveía  de trigo, frijol, maíz, cebada y chile a los trabajadores de las minas de sus alrededores y por supuesto a la Villa de Nuestra Señora de la Asunción de las Aguas Calientes actual Aguascalientes.

## Cronología (dueños y terrenos)
En 1754 San Nicolás, pertenecía a Josefa García de Rojas, la finca de San Antonio pertenecía a Salvador Fernández de Palos y por último San Isidro era de Vicente Díaz de León.
En 1761 la hacienda de San Nicolás pasó a ser de María Ignacia Rojas hija de  Josefa, sin embargo en ese mismo año la vendieron a Félix Díaz de León, hijo del ya mencionado Vicente Díaz de León. En este mismo año Manuel Díaz de León hijo de Vicente y hermano de Félix también pasó a ser propietario de una hacienda, la de San Isidro.
En 1780 Manuel Díaz de León ya era propietario de las tres haciendas y las unificó en su testamento.
A finales del siglo XVIII la hacienda fue comprada por el adinerado Conde Rul, quien introdujo el ganado bravo en la hacienda convirtiéndola en una de las dos más importantes de la región.
Otro de sus propietarios importantes fue Miguel Belunzarán, quién mandó a construir el templo de la Purísima Concepción a un lado de la casa principal y al morir la Hacienda se dividió en dos nuevamente, la hacienda de Peñuelas y la de San Antonio.
Miguel murió en 1867 y la división de bienes quedó de la siguiente manera, Manuel, uno de los hijos se quedó con el casco, presa y tierras que en total eran 7000 hectáreas con un valor final de $117,000, mientras que Refugio se quedó con una parte menor que era propiamente la hacienda de San Antonio, consistía en 3,690 hectáreas con un valor de $36,000.

### Problemas económicos
Después de la ley Lerdo la Hacienda entró en un problema dado que anteriormente se había fundado en el lugar un convento, tuvieron que pagar a las monjas exclaustradas del lugar, entonces los problemas financieros se acrecentaron a tal punto que vendieron las caballerizas a $10,200 a pesar de que su valor real es de $11,500, esto debido a su urgencia de dinero. Después de eso se vendieron aproximadamente 460 hectáreas de la hacienda de San Antonio a Justo Terán de Palos.

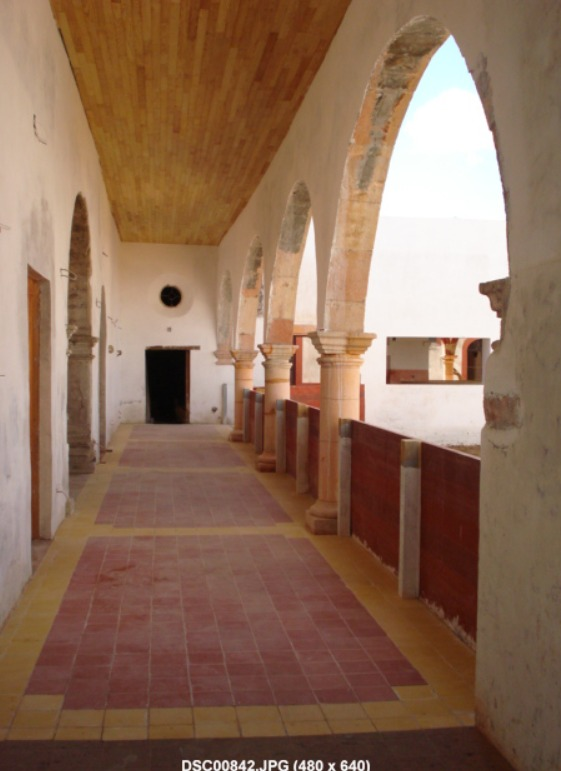

## Arquitectura
Al entrar en el lugar se puede ver que tiene un jardín como recibidor de la hacienda, esta misma luce soberbia y llena de vegetación; tiene un sistema constructivo a base de adobe, viguería y ladrillo.
Como adornos, la hacienda posee elementos de cantera en las ventanas, puertas y arcos.

El primer patio luce una hermosa arcada tradicional de medio punto, y en el centro del mismo una pilastra cuadrada y en un extremo una banca con azulejos de mayólica y talavera, que lucen detalles muy mexicanos. Los muros de los pasillos del patio están tapizados con carteles antiguos de corridas en las que ha participado la ganadería de Peñuelas, así como algunas cabezas disecadas de toros bravos, a manera de trofeos, ya que estos hermosos animales fueron indultados por su casta y bravura.
Ayuntamiento de Aguascalientes

Es una hacienda austera y sobria, tiene muchas remodelaciones, así que se pueden ver tanto en la fachada como en lo interior el paso de distintas corrientes arquitectónicas.
A mediados del siglo XIX se edificó el Templo de la Purísima Concepción, a un lado de la casa grande. El templo tiene un estilo neoclásico.